# Finché morte non ci separi (film 2012)
Finché morte non ci separi (Livstid), noto anche come Annika: Crime Reporter - Finché morte non ci separi, è un film del 2012 diretto da Ulf Kvensler.
Il soggetto è tratto dall'omonimo romanzo scritto da Liza Marklund che fa parte di una fortunata serie incentrata sul personaggio della giornalista Annika Bengtzon. Questo è il settimo film tratto dai romanzi di Liza Marklund, ed è il quinto di una serie di sei pellicole, girate con lo stesso cast e la stessa protagonista interpretata da Malin Crépin.
Il film è stato distribuito solo in DVD.

## Trama
Due poliziotti di pattuglia in auto per le strade di Stoccolma ricevono una chiamata, si sono uditi colpi di pistola in un palazzo di abitazioni; tra di loro c'è l'agente Nina Hoffman. Accorsi sul posto, scoprono che si tratta della casa di un collega, David Lindholm, divenuto famoso per avere liberato dei bambini ostaggio in una scuola. L'uomo giace morto nel letto, freddato con colpi d'arma da fuoco alla testa e al basso ventre. La moglie Julia, che è la migliore amica di Nina, viene portata in ospedale e poi arrestata. Il figlio della coppia, un bambino di nome Alexander, è irreperibile.
L'omicidio fa molta sensazione perché la vittima è famosa e perché c'è di mezzo un bambino. La polizia organizza le ricerche, ma è senza tracce. Annika Bengtzon viene incaricata di seguire il caso e si reca anche alle udienze in tribunale in cui viene convalidato l'arresto di Julia Lindholm. Riesce anche a parlare con Nina Hoffman, che non vuole vedere il suo nome sui giornali, ma le confida che Julia era controllata a vista dal marito, estremamente geloso e possessivo. Non è mai arrivato a picchiarla, ma sul suo curriculum ci sono episodi da controllare.
Annika accede al curriculum di David Lindholm e scopre che anni prima era stato denunciato da un tossicodipendente. L'uomo, che adesso lavora come operatore sociale in un ricovero, le dice che pur essendo poliziotto Lindholm lavorava per conto dei boss dello spaccio. L'uomo aveva anche messo in piedi una ditta commerciale insieme a un collega, Christer Bure, che è il superiore di Nina Hoffman. Annika tenta di contattare gli ex collaboratori dei due perché sospetta che la loro attività fosse solo una copertura legale per un traffico illegale, ma l'ex contabile Yvonne Nordin si rifiuta di parlarle.
I suoi superiori al giornale avallano l'indagine. Julia Lindholm poco per poco ricorda la notte dell'omicidio del marito e dice che una donna ha portato via il piccolo Alexander. Annika le mostra tramite Nina le foto delle donne che lavoravano per il defunto e per Bure, lei riconosce Yvonne Nordin.
Annika si reca nella di campagna di Yvonne, che la minaccia con un fucile; appostatasi di nascosto, si rende conto che il bambino si trova con lei e riesce a portarlo via. Yvonne la insegue con l'arma e sta per ucciderla quando la polizia, che ha seguito la stessa traccia, interviene e la salva.